# デザサレ
デザサレは、吉本興業東京本社に所属する日本のお笑いコンビ。2020年6月15日結成。小中学校の幼馴染でコンビを組んでおり、佐竹は東京NSC24期・後藤は東京NSC25期卒業である。

## メンバー
- 後藤 銀（ごとう ぎん 1997年10月20日-)

ツッコミ・ネタ作り担当、立ち位置は向かって左。ネタによってはボケの場合もある。
- 身長179cm、体重65kg。
- 神奈川県横浜市出身。
- 姉が一人いる。
- 幼稚園から小学校低学年までサッカーを、中学高校の部活では野球の経験がある。
- 大学に進学しているがNSC入学のために中退している。
- 好きな食べ物はサクサクのチョコレート菓子、嫌いな食べ物はないが甘納豆はなるべく食べたくないと語っている。
- 好きな漫画はこちら葛飾区亀有公園前派出所であり、人生のバイブルと語っている。
- IQOS ILUMAを愛用しており、カートリッジはメンソール派である。
- 高校時代、バイクで登校し学校近くの駐輪場に無断で駐車しているのがバレてしまい、野球部を退部させられたエピソードがある。

- 佐竹 帝己（さたけ みかみ 1997年11月26日-）

ボケ・ネタ作り担当、立ち位置は向かって右。ネタによってはツッコミの場合もある。
- 身長170cm、体重60kg。
- 神奈川県横浜市出身。
- 男5人兄弟である。
- ボクシングの経験がある。
- 好きな漫画はトリコであり、本人も料理の腕がかなり高い。
- 非喫煙者。
- コロナ禍にTikTokで「ださかっこいい先輩シリーズ」というショート動画を投稿しており、最高125k再生を記録している。
- 「吉本養成所物語」で2度主演を務めた。

## 来歴
- 小学校、中学校の同級生である。
- かねてより芸人になることが夢だった佐竹が高校卒業を機にNSC24期に入学したのを見て、大学を辞め一期下に入学する形で後藤もNSC25期に入る。そのため、コンビでは25期の扱いである。

## 賞レース戦歴
M-1グランプリ
| 年度 | 結果       | エントリーナンバー | 会場                                               |
| ---- | ---------- | ------------------ | -------------------------------------------------- |
| 2020 | 1回戦敗退  | 1154               | シダックスカルチャーホール                         |
| 2021 | 1回戦敗退  | 487                | 神保町よしもと漫才劇場                             |
| 2022 | 1回戦敗退  | 853                | ヨシモト∞ホール                                    |
| 2023 | ２回戦敗退 | 832                | シダックスカルチャーホール、雷5656会館ときわホール |